# Пробег Пушкин — Санкт-Петербург

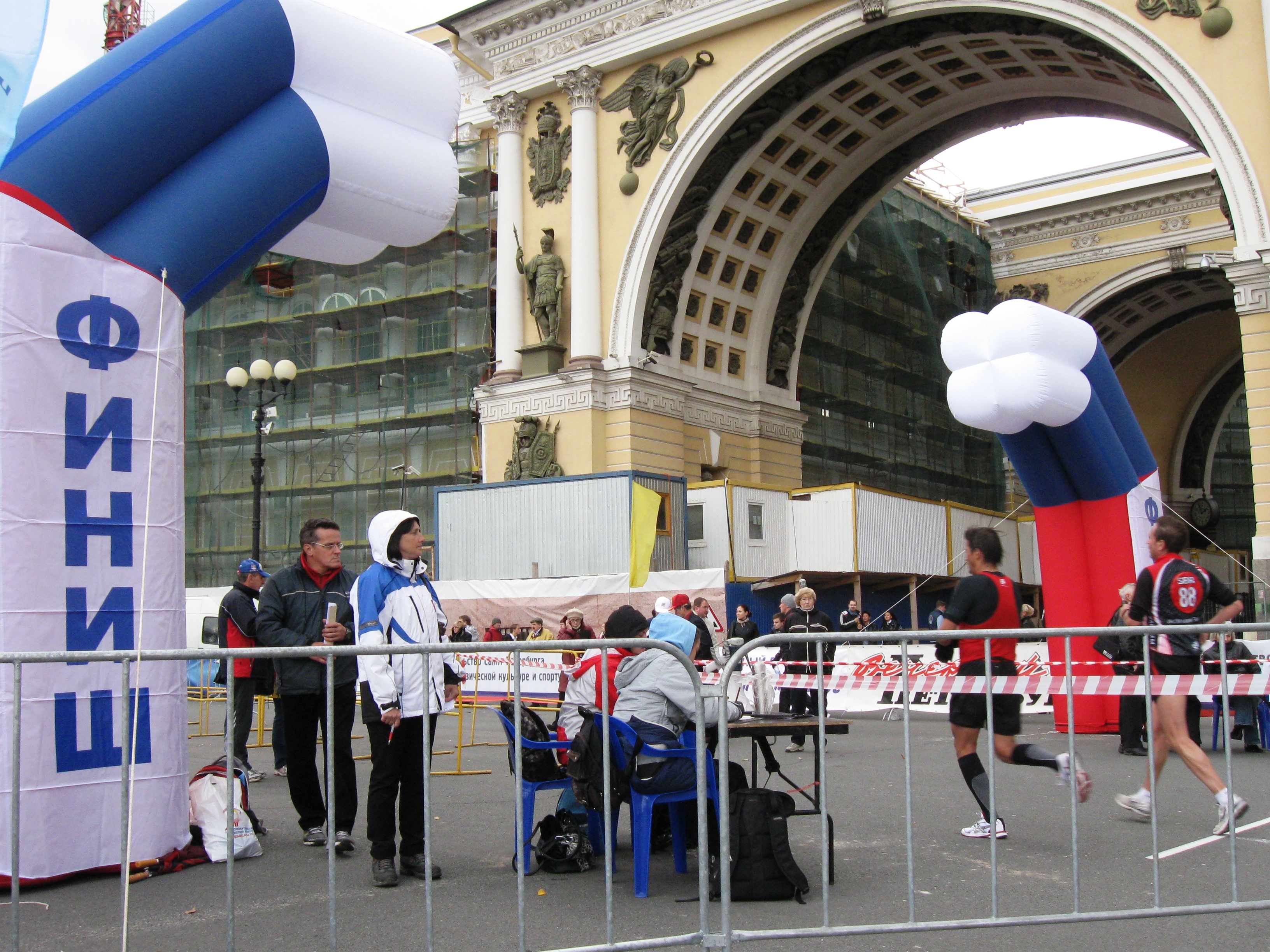
Финишный створ на Дворцовой площади (2011 год)

Пробег Пушкин — Санкт-Петербург (полное название — Международный легкоатлетический пробег Пушкин — Санкт-Петербург на призы газеты «Вечерний Петербург», посвящённый памяти Валентина Ивановича Семёнова) — старейший легкоатлетический пробег в России.

## История
В 1923 году по инициативе журналиста Эдуарда Пендера прошёл пробег от Тярлево (под Павловском) до улицы Желябова (Петроград), до редакции «Красной газеты» (её вечерние выпуски были предшественниками «Вечернего Петербурга»). Затем старт перенесли на Привокзальную площадь Пушкина (станция Детское село). С 1935 года финиш проходит на Дворцовой площади (до 1944 года площадь носила имя Урицкого).
По году основания пробег является старейшим в России и на территории Европы уступает лишь пробегу Лондон - Брайтон (регулярно проводящемуся с 1899 года).
В 1940 году впервые участвовала женщина — москвичка Л. Вультерин. Она финишировала 98, оставив позади себя 11 бегунов-мужчин. В следующий раз женшина участвовала в 1980 году. Ирина Бондарчук заняла 106 место, показав 1:44.17.
С 2006 года пробег посвящается памяти спортивного корреспондента газеты «Вечерний Ленинград» Валентина Ивановича Семёнова. Именно он участвовал в возрождении пробега в 1955 году и принимал активное участие в организации. Также В. И. Семёнов основал чемпионат города по блицу (шахматы).
За всю историю пробег не проходил пять раз: в 1941—1943 годах, когда трасса пересекала линию фронта, в 1949 году, по постановлению обкома партии, когда шло Ленинградское дело, и в 2020 году, когда организаторы не смогли договориться с властями, ссылаясь на коронавирусные ограничения, однако, другие спортивные мероприятия в это время успешно состоялись.

### Названия
- 1924-???[когда?] — Пробег на приз «Красной газеты»
- ???-???[когда?] — Пробег на приз газеты «Вечерний Ленинград»
- ???-???[когда?] — Пробег на приз газеты «Вечерний Петербург»
- с ???[когда?] — Пробег Пушкин — Санкт-Петербург

Неофициальное название пробега — «Ленинградский марафон» (ныне — Петербургский марафон).

## Соревнования
Главная, "классическая" дистанция - 30 км.
В 1926 году пробег, по настоянию медиков, прошёл в виде двухэтапной эстафеты: 10 км и 22 км.
С 2022 года в программу включён марафон.
Рекордсмен пробега по числу побед на главной дистанции — Алексей Соколов, участник чемпионата мира в Тэгу 2011 года и действующий обладатель рекорда России в марафоне. Алексей был победителем на пробеге семь раз: в 2003—2007 и 2009—2010 годах.

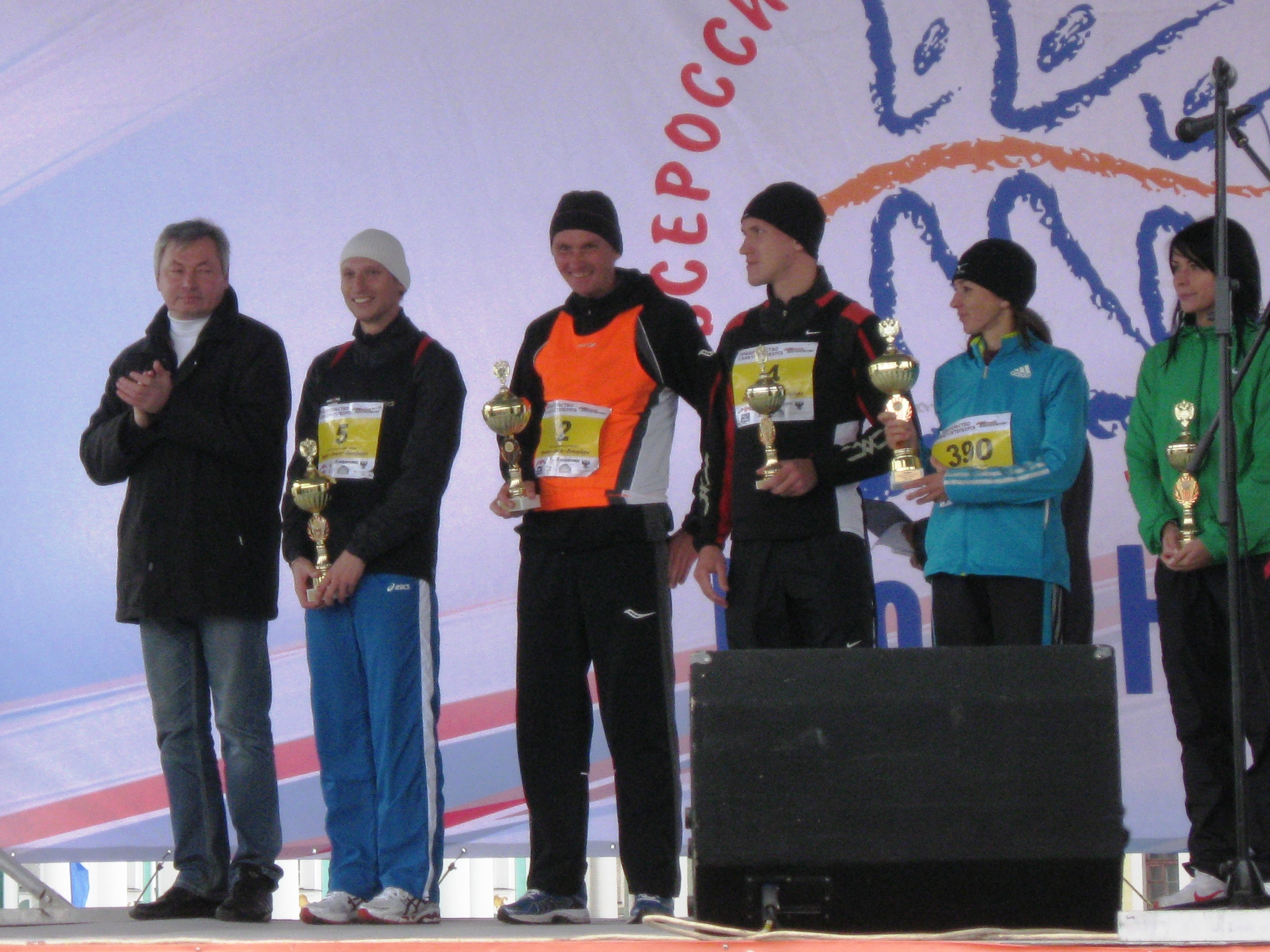
Призёры 85-го пробега Пушкин — Санкт-Петербург (2011 год)

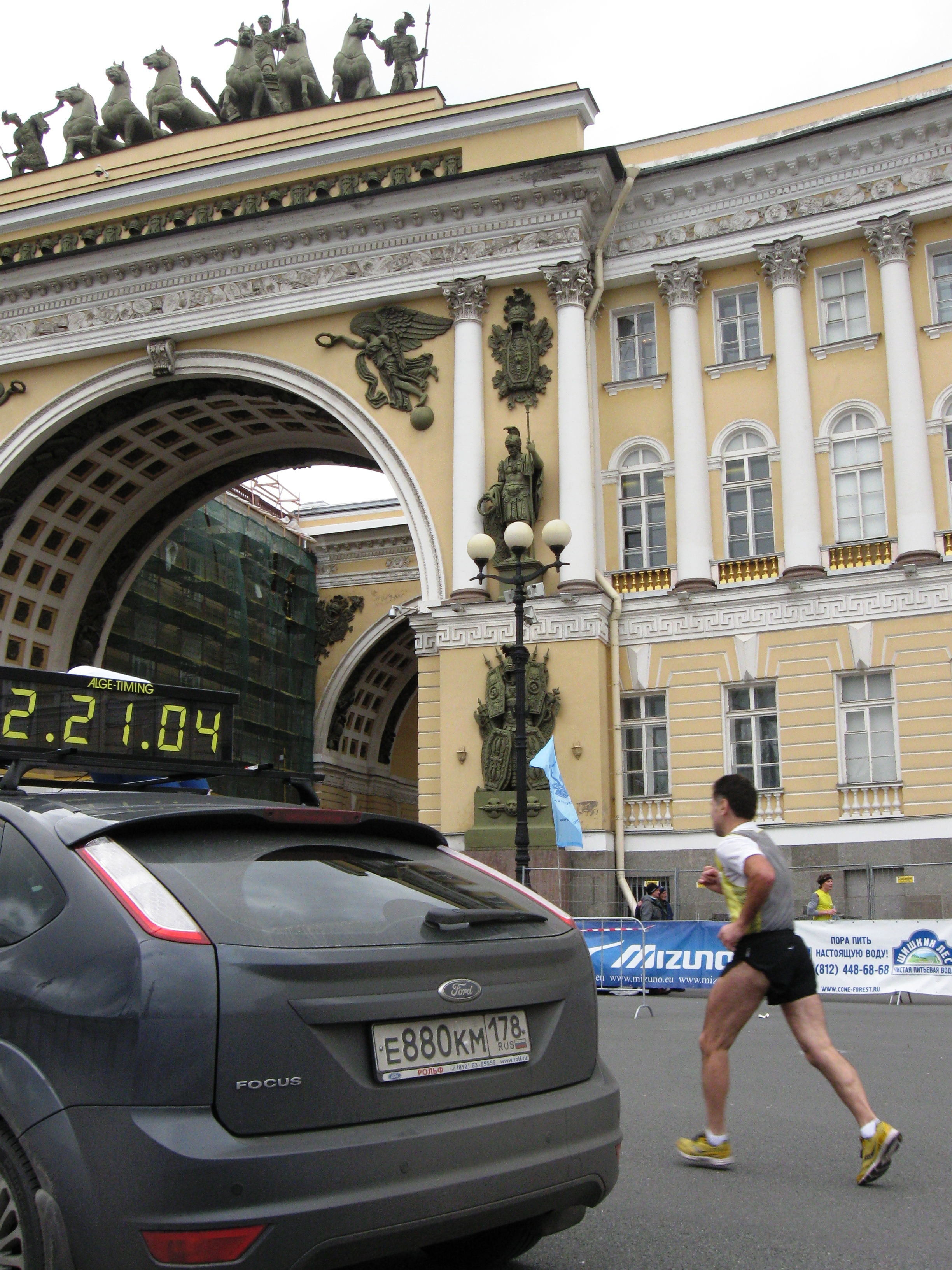
На финише 85-го пробега (2011 год)

## В культуре

### Фалеристика
Знаки участника пробега «Пушкин — Ленинград», «Пушкин — Санкт-Петербург» — предмет коллекционирования у фалеристов.
Начиная с 1956 года (за исключением 1999 – 2004 годов) вид значков не менялся и представляет собой прямоугольную «колодку» с годом пробега и квадратную подвеску с изображением бегуна, пересекающего финишную ленту. Подвеска сопровождается надписью – «Пушкин» и «Ленинград» (затем «Петербург»).

### Комментарии
1. ↑  Пробег Лондон — Брайтон[англ.] (54 мили 198 ярдов/87,085 км) проводился как минимум с начала XIX века, и регулярно — с 1899 года. Прекращён после 2005 года из-за технических сложностей. В 2010 году возобновлён в новой форме. Сперва был трейл 56 миль от Лондона до набережной Брайтона. Затем, с 2011 года, ежегодно организуется смешанный пробег шоссе/трейл 100 км от Ричмонда в Западном Лондоне до ипподрома Брайтона.